# Paljugi
Paljugi su naseljeno mjesto u Republici Hrvatskoj u Zagrebačkoj županiji.

## Zemljopis
Administrativno su u sastavu Jastrebarskog. Naselje se proteže na površini od 1,41 km².

## Stanovništvo
Prema popisu stanovništva iz 2001. godine Paljugi broje 17 stanovnika koji žive u 11 kućanstava. Gustoća naseljenosti iznosi 12,06 st./km².
| broj stanovnika | 81    | 84    | 99    | 101   | 116   | 110   | 101   | 98    | 78    | 67    | 62    | 63    | 52    | 41    | 17    | 10    | 6     |
|                 | 1857. | 1869. | 1880. | 1890. | 1900. | 1910. | 1921. | 1931. | 1948. | 1953. | 1961. | 1971. | 1981. | 1991. | 2001. | 2011. | 2021. |